# Publi Clodi Pulcre (pretor 31 aC)
Publi Clodi Pulcre (llatí: Publius Clodius Pulcher, nascut al voltant de 62-59 aC – després del 31 aC) era fill del tribú de la plebs Publi Clodi Pulcre, enemic de Ciceró i també de Fúlvia.
Era encara un infant quan va morir el seu pare. Miló va ser acusat d'intentar segrestar-lo. El seu padrastre Marc Antoni parlava d'ell amb esperança.
Va acabar malament: tot just ascendir a pretor, després del 31 aC sota el Segon Triumvirat, va morir enmig d'escàndols, d'excessos llaminers i una inclinació obsessiva cap a una dona pública, suposadament a causa d'una infecció transmesa per aquesta dona i per ser molt abandonat.